# Jazmin Felix-Hotham
Jazmin Felix-Hotham, född 2 juli 2000, är en nyzeeländsk rugbyspelare. Hon ingick i det nyzeeländska lag som tog guld i sjumannarugby vid OS 2024 i Paris.